# 有田 (宮崎市)
有田（ありた）とは、宮崎県宮崎市内の地名。正式には「宮崎市大字有田」の表記となる。生目地域自治区に属している。郵便番号は880-2102。

## 地理
宮崎市の中西部、生目地域自治区に属する。北を大淀川と面し、本庄川が合流する。
東を大字跡江、南を大字柏原、西を大字富吉と接する。大淀川を挟み、大字大瀬町、大字糸原と接する。

## 歴史
- 1889年（明治22年）5月1日 - 町村制の施行により、宮崎郡浮田村・生目村・細江村・長嶺村・跡江村・富吉村・柏原村・小松村の区域をもって生目村が発足。
- 1963年（昭和38年）4月1日 - 宮崎市が生目村を編入。大字有田が成立。
- 2006年（平成18年）1月1日 - 生目地域自治区に所属となる。

## 世帯数と人口
2023年（令和5年）8月1日現在の世帯数と人口は以下の通りである。
| 町丁     | 世帯数  | 人口  |
| -------- | ------- | ----- |
| 大字有田 | 269世帯 | 545人 |

## 小・中学校の学区
市立小・中学校に通う場合、学区は以下の通りとなる。
| 町名     | 小学校             | 中学校               |
| -------- | ------------------ | -------------------- |
| 大字有田 | 宮崎市立生目小学校 | 宮崎市立生目南中学校 |

## 交通

### バス
宮交グループの運営するバスが営業している。

### 道路
- 宮崎県道17号南俣宮崎線

## 施設
- 宮崎市郡医師会病院